# Nyu de cua blanca
El nyu de cua blanca (Connochaetes gnou) és una de les dues espècies existents de nyu (Connochaetes). La seva mida és una mica més petita que la de l'altra espècie, el nyu blau. Aquests animals pesen prop de 150 quilograms i assoleixen una alçada de 120 centímetres a la creu. El cap té el musell gran i els narius molt separats i peluts. El coll té una llarga crinera. La cua és blanca, llarga i espessa. Tant els mascles com les femelles presenten banyes similars. El nyu de cua blanca és una espècie endèmica de l'Àfrica meridional, on fou exterminat gairebé completament. Ha estat reintroduït amb èxit en àrees privades i reserves naturals de Lesotho, Eswatini, Sud-àfrica i Namíbia.